# 海軍コマンド
海軍コマンド（かいぐんコマンド、仏:Commandos Marine）はフランス海軍のコマンド部隊。海軍フュージリアー海兵隊・コマンド軍（Force maritime des fusiliers marins et commandos：FORFUSCO）隷下の特殊部隊。海軍に所属しているが、命令系統上は特殊作戦司令部の指揮下にある。

## 概要
フュージリアー海兵隊（Fusiliers Marins、直訳すると海軍の歩兵）と海軍コマンドの歴史は、1856年に創設された海兵隊学校にさかのぼる。
海軍コマンドは、1942年に自由フランス軍兵士から編成された部隊が元となっている（これが後のFORFUSCOである）。この部隊は、部隊の司令官であったPhilippe Kieffer指揮によるノルマンディー上陸作戦（D-デイ）で活躍している。
その後、部隊は6つの個別部隊に分かれ、第一次インドシナ戦争に参戦したが、ベトミン軍の攻勢に遭い、ニンビン寺院をめぐる戦闘において、6部隊の1つであったフランソワ隊の約半数が戦死し壊滅したり、ユベル部隊の6名のうち3名が惨殺されると言う散々な戦果も経験した。(他にもポンシャルディエー隊があり、2015年に再編成される)
これ以降、アルジェリア戦争の反乱軍鎮圧に投入されたりするなど、現在フランスの特殊部隊の中でも、エリート部隊の1つとなっている。
部隊構成は、アメリカ海軍のNavy SEALsと似ているが、SEALsは部隊方面別が主な分け方であるのに対し、海軍コマンドでは、役割別の部隊編成となっている（特にコマンドー・ユベルはSeal Team6:DEVGRUのように、半ば独立したような部隊となっている）。

## 部隊構成
海軍コマンドは5つの戦闘コマンドと、2つの支援コマンドで構成される。それぞれ専門の部隊であり、部隊名は第二次世界大戦とインドシナ戦争で戦死したコマンドー部隊の将校の名前から付けられている。
戦闘コマンド
- コマンドー・ユベル　Commando Hubert - スクーバダイビング専門部隊。フランス海軍の潜水兵の養成もこの部隊で行われている。設立して間もなくDGSE直属だったことから、DGSEとも関係が深く、レインボー・ウォーリア号事件においてはこのユベルが関係している。なお、GCMCと合同作戦を展開することもある（ソマリア沖2009年4月10日の事件が著名）。
- コマンドー・ジョベール　Commando Jaubert - 海上における近接戦闘に特化した部隊。
- コマンドー・トレペル　Commando Trepel - 直接武力行使、突入任務、捜索救難、近接格闘部隊。
- コマンドー・ド・モンフォール　Commando de Montfort - ミサイル、迫撃砲、狙撃などによる火力支援部隊。
- コマンドー・ド・ペンフェント　Commando de Penfentenyo - 偵察水泳による諜報活動など、ミリタリー・インテリジェンスに特化した部隊。

支援コマンド
- コマンドー・キフェル　Commando Kieffer - C3I（Command(指揮)、Control(統制)、Communication(通信)、Information(情報)）に特化した部隊。軍用犬の運用も行っている。
- コマンド・ポンシャルディエー Commando Ponchardier - 全コマンド部隊の支援、補給に特化した部隊。

## 主な参加作戦
- 2009年4月、ソマリア沖の海賊によってハイジャックされたフランス籍のヨット奪還作戦をコマンド・ユベルが実施。作戦は成功したが、人質1名が死亡した。詳細はソマリア沖2009年4月10日の事件。

- 2019年5月、ブルキナファソでコマンド・ユベルが人質救出作戦を実行。フランス人2名と米国人1名、韓国人1名、計4名を救出した。しかし、この作戦で隊員2名が戦死。

## 人物
- Olivier Gruner

Commando de Penfentenyo所属。
1981年にキックボクサーに転向し、その後アクション俳優として「ネメシス」などに出演。
- Cedric de Pierrepont

Commando Hubert所属。
2019年、ブルキナファソで実行された人質救出作戦中に戦死。享年（32歳）
- Alain Bertoncello

Commando Hubert所属。
2019年、ブルキナファソで実行された人質救出作戦中に戦死。享年（27歳）。

## 装備

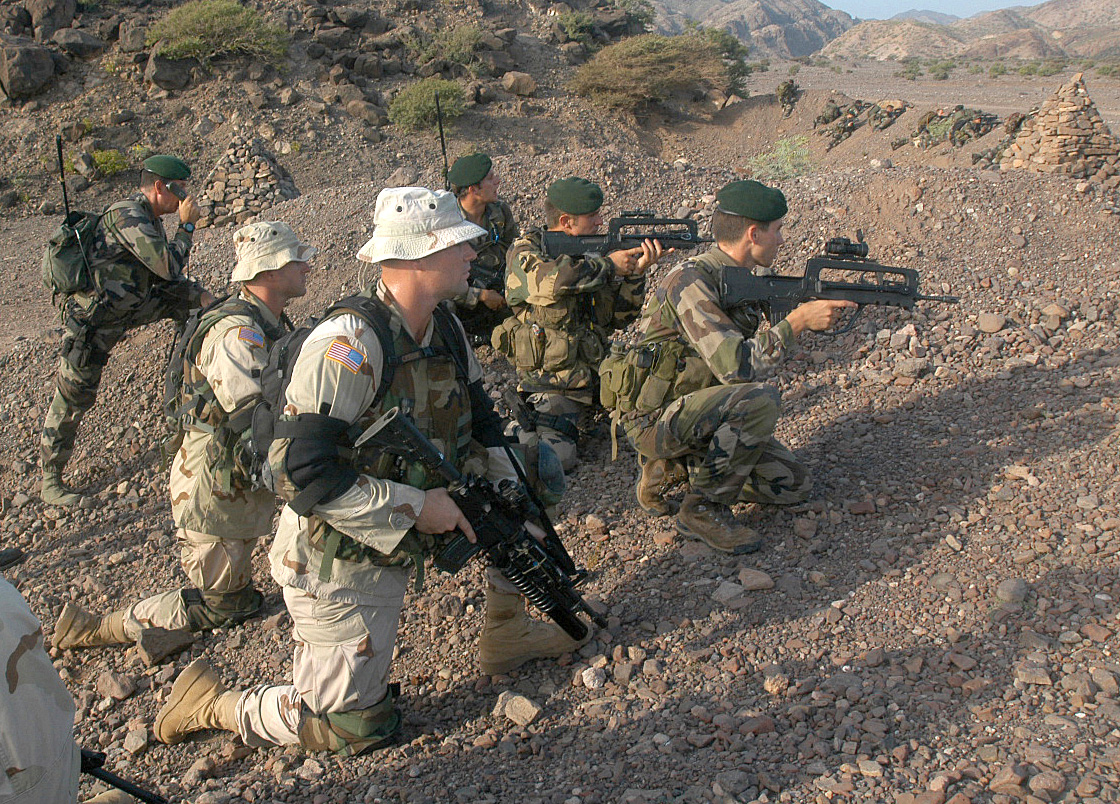
ジブチにて、海軍コマンド(FA-MASを手にしたベレー帽の兵士)と米軍兵士

- PAMAS G1
- グロック17
- H&K USP
- H&K MP5
- FA-MAS
- SIG SG551
- H&K HK416
- M4カービン
- FR-F2
- PGM ヘカートII（対物ライフル）
- AAT-F1
- AA-52
- 12.7mm重機関銃
- LLR 81mm迫撃砲
- ミラン
- ETRACO(複合艇)
- ECUME NG(複合艇)
- プジョー・P4
- SA 330

## ギャラリー

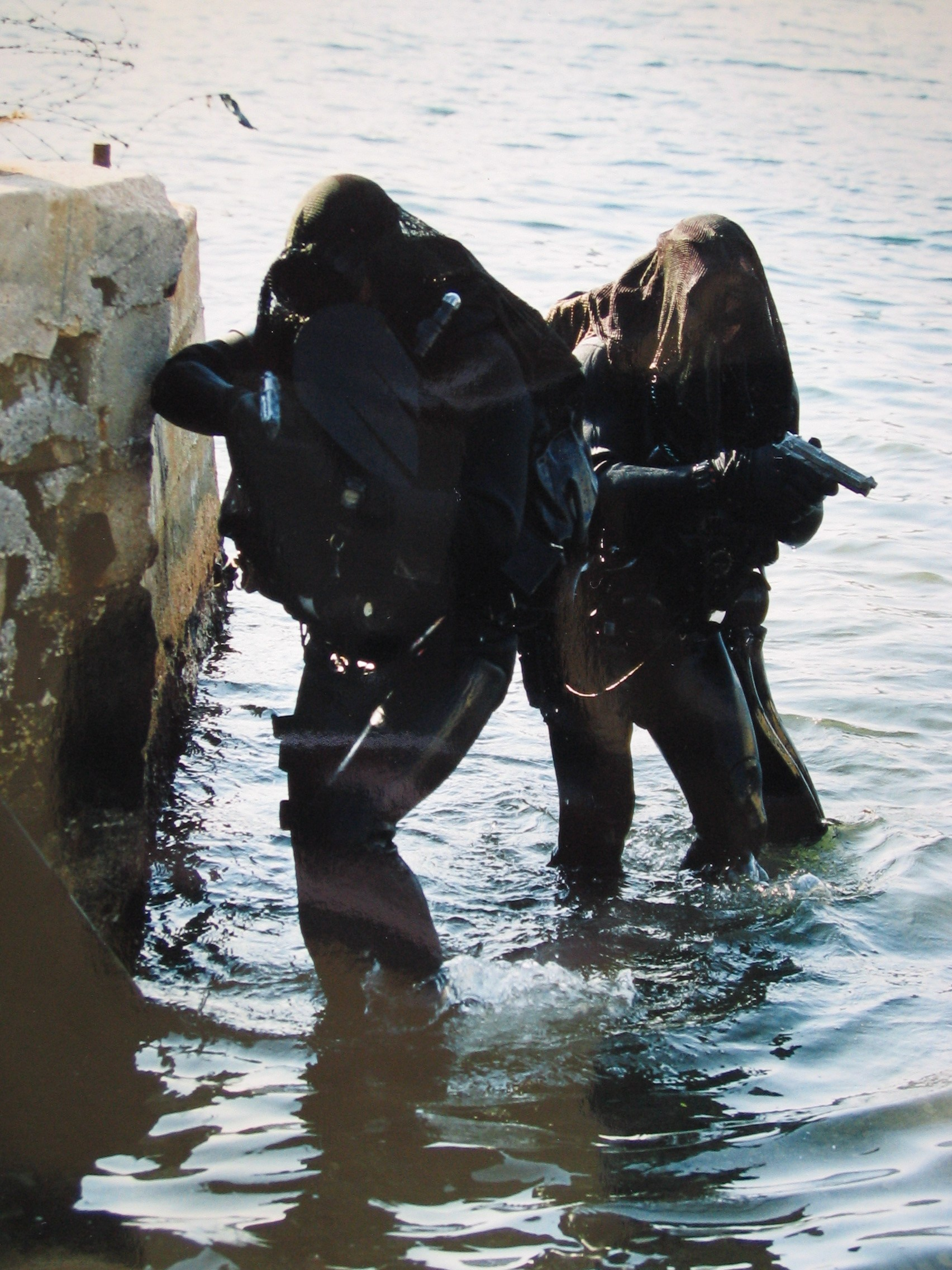
コマンドー・ユベル隊員
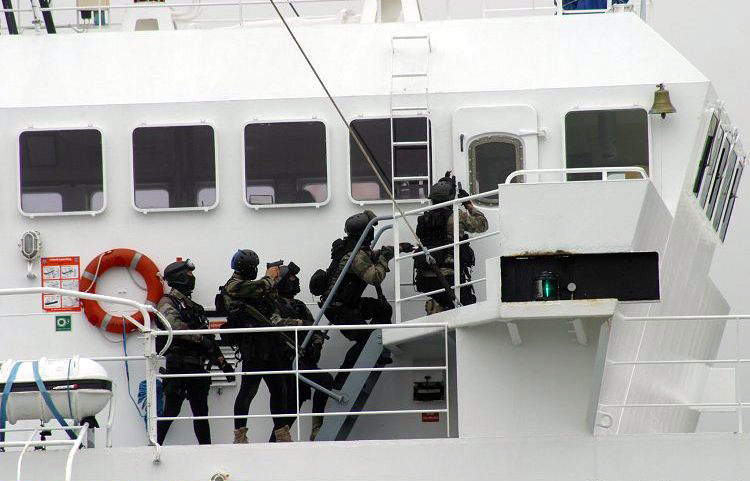
船内に突入するコマンドー・ジョベール隊員
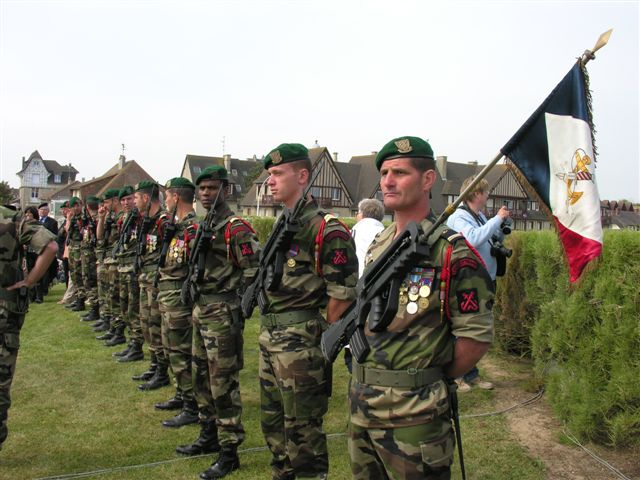
コマンドー・キフェル隊員。イギリスで設立された経緯から、海軍コマンドは他のフランス軍部隊とは異なり、ベレー帽をイギリス式（着用者から見て右側を下げ、立てた左側に徽章を付ける）に着用する。